# Liste der Monuments historiques in Lantilly
Die Liste der Monuments historiques in Lantilly führt die Monuments historiques in der französischen Gemeinde Lantilly auf.

## Liste der Immobilien
| Bezeichnung         | Beschreibung                                                                  | Standort                 | Kennzeichnung | Schutzstatus   | Datum           | Bild           |
| ------------------- | ----------------------------------------------------------------------------- | ------------------------ | ------------- | -------------- | --------------- | -------------- |
| Château de Lantilly | 1709 am Ort einer zerstörten Burg erbaut; mit Parkanlage und Innenausstattung | östlich des Ortes (Lage) | PA00112505    | Inscrit Classé | 1968 1994 /1995 | weitere Bilder |